# Handan Sultan
Handan Sultan (turco ottomano: خندان سلطان, lett. "la sorridente"; Bosnia, 1568 circa – Costantinopoli, 9 novembre 1605) è stata una concubina del sultano ottomano Mehmed III, madre e Valide Sultan di Ahmed I.

## Origine
Era di origine greca o più probabilmente bosniaca, e il suo nome originale era Helena o Helen. Nacque probabilmente intorno al 1568 o poco prima. 

## Biografia
Ritenuta molto bella, fu educata nel palazzo di Gevherhan Sultan, figlia del sultano Selim II, sorella di Murad III e zia di Mehmed III. Gevherhan la regalò a Mehmed III intorno al 1583, quando questi era ancora Şehzade e governatore di Manisa. Diede a Mehmed almeno quattro figli e due figlie. 
Nell'harem, fu protetta da Raziye Hatun, tesoriera dell'harem e confidente di Nurbanu Sultan e Murad III, rispettivamente nonna e madre di Mehmed, che l'aveva aiutata a entrare nelle grazie del principe. Handan per questo trattava la donna come una madre.
Fu probabilmente la prima concubina di Mehmed, e avendo datogli il suo primo figlio maschio, Şehzade Selim, nel 1585, quando Mehmed III salì al trono, nel 1595, e la corte si trasferì a Costantinopoli, le venne concesso il rango di Baskadin (prima consorte). Tuttavia, a causa della preminenza di Safiye Sultan, madre di Mehmed, né lei né altre concubine ottennero il titolo di Haseki Sultan, cosa che la lasciò priva di potere reale. Pur non andando d'accordo con la donna, scelse di allearsi con Safiye Sultan contro Halime, seconda concubina di Mehmed e madre di due figli maschi (fra cui il futuro Mustafa I), per garantire il trono a uno dei suoi stessi figli.
Nel 1603 suo figlio Ahmed I, di appena tredici anni, salì al trono, e lei assunse il titolo di Valide Sultan (madre del sultano). La prima decisione di Ahmed come sultano fu risparmiare il fratellastro Mustafa, di tre anni, figlio di Halime e all'epoca suo unico erede, invece di ucciderlo come previsto dalla Legge del Fraticidio. La decisione scontentò Handan, soprattutto perché influenzata dalla favorita di Ahmed, Kosem Sultan, che insistette per risparmiare il bambino anche dopo la nascita dei figli di Ahmed.
Durante i primi, critici mesi di regno di Ahmed si riservò un grande potere in qualità di nuova Valide Sultan, tentando di imporsi come reggente ufficiosa per conto del giovane figlio (va però notato che per la legge ottomana Ahmed era un adulto e sultano a pieno titolo), imitando inconsciamente Safiye Sultan, pur senza averne le doti politiche. Preoccupata per la sicurezza di suo figlio, cercò di isolarlo dalla corte, pretendendo che chiunque volesse udienza con lui passasse prima da lei. Sua primaria preoccupazione fu di estromettere Safiye Sultan e i suoi alleati da corte, sostituendoli con persone di sua fiducia, soprattutto bosniaci suoi compatrioti. Convinse facilmente Ahmed, che disprezzava la nonna Safiye per il suo strapotere e la riteneva colpevole della morte del fratellastro Şehzade Mahmud a cui era molto legato, a esiliarla nel Palazzo Vecchio, e patrocinò le nomine a Gran Visir dei suoi alleati Yavuz Ali Pasha prima e Sarıkçı Mustafa Pasha dopo, suggerendo invece di giustiziare l'alleato di Safiye Kasim Pasha, che ricopriva il ruolo. Affiancò al figlio come favorito Dervish Mehmed Pasha e istruì il figlio su come presentarsi e cosa dire per essere preso sul serio dal governo.
Malgrado ciò, il giudizio sull'efficacia e il potere di Handan come Valide Sultan è controverso.
Sebbene alcuni ritengano, come Börekçi, che fu una Valide potente e capace, la maggioranza, fra cui Pierce e Tezcan, ritengono che le sue ambizioni superassero di gran lunga le sue capacità, sottolineando come lo stipendio di Handan come Valide Sultan fosse di appena 1000 aspri al giorno, contro i 3000 concessi di norma e che Safiye continuò a percepire anche durante l'esilio, il giudizio povero dei suoi contemporanei sulle sue capacità di governo e sulla sua saggezza, soprattutto se paragonato ad altre potenti Haseki e Valide Sultan, e come Ahmed, che disprezzava il modo in cui suo padre Mehmed si fosse fatto completamente dominare da Safiye durante il suo regno e che aveva giurato che la cosa non si sarebbe ripetuta con lui, avesse cominciato fin da subito a ignorare e contraddire i consigli di Handan, escludendola il più possibile dalla politica di stato e preferendole, occasionalmente, i consigli della sua favorita e Haseki, Kosem Sultan, che Handan disprezzava.

## Discendenza
Ebbe da Mehmed III almeno sei figli, quattro maschi e due femmine:
- Fatma Sultan (Manisa, c. 1584? - ?). Sposò il governatore del Il Cairo, Mahmud Pasha, all'inizio del 1600, Tyriaki Hasan Pasha nel 1604, rimanendo vedova nel 1611, e infine Güzelce Ali Pasha nel 1616, rimanendo vedova nel 1621.
- Şehzade Selim (Manisa, 1585 – Costantinopoli, 20 aprile 1597. Sepolto nella Moschea di Hagia Sophia); morì di malattia.
- Şehzade Süleyman (Manisa, 1586? - Costantinopoli, 1597. Sepolto nella Moschea di Hagia Sophia); morì di malattia.
- Ayşe Sultan (c. 1587? - dopo il 1614), sposò Destari Mustafa Pasha, da cui ebbe un figlio e due figlie che morirono bambini. Alcune fonti suggeriscono che sposò in seguito Gazi Ekrem Hüsrev Pascià. Venne sepolta nel mausoleo di Destari insieme ai loro figli, nella moschea di Şehzade.
- Ahmed I (Manisa, 18 aprile 1590 – Costantinopoli, 22 Novembre 1617. Sepolto nel suo mausoleo nella Moschea del Sultano Ahmed);
- Şehzade Osman (Costantinopoli, 1597 - Costantinopoli, 1601).

## Morte
Handan morì il 12 novembre 1605 presso il Palazzo di Topkapı di Costantinopoli. Le cause della sua morte sono oggetto di speculazioni: sebbene sembri essere morta di malattia, è possibile che si sia suicidata o sia stata avvelenata. Suo figlio Ahmed, malgrado i consigli, decise di non trattenersi a Costantinopoli per i consueti quaranta giorni di lutto e pochi giorni dopo partì come previsto per sedare le rivolte Jelali. La sua morte prematura, dopo appena due anni di regno del figlio, permise l'ascesa di Kosem Sultan, destinata a diventare la donna più potente della storia ottomana. 
Fu sepolta accanto a Mehmed III nel mausoleo di Santa Sofia.

## Cultura popolare
Nella serie TV storica turca Il secolo magnifico: Kösem, Handan Sultan è interpretata dall'attrice turca Tülin Özen.